# Militär-Flugzeugführer-Abzeichen (Preußen)

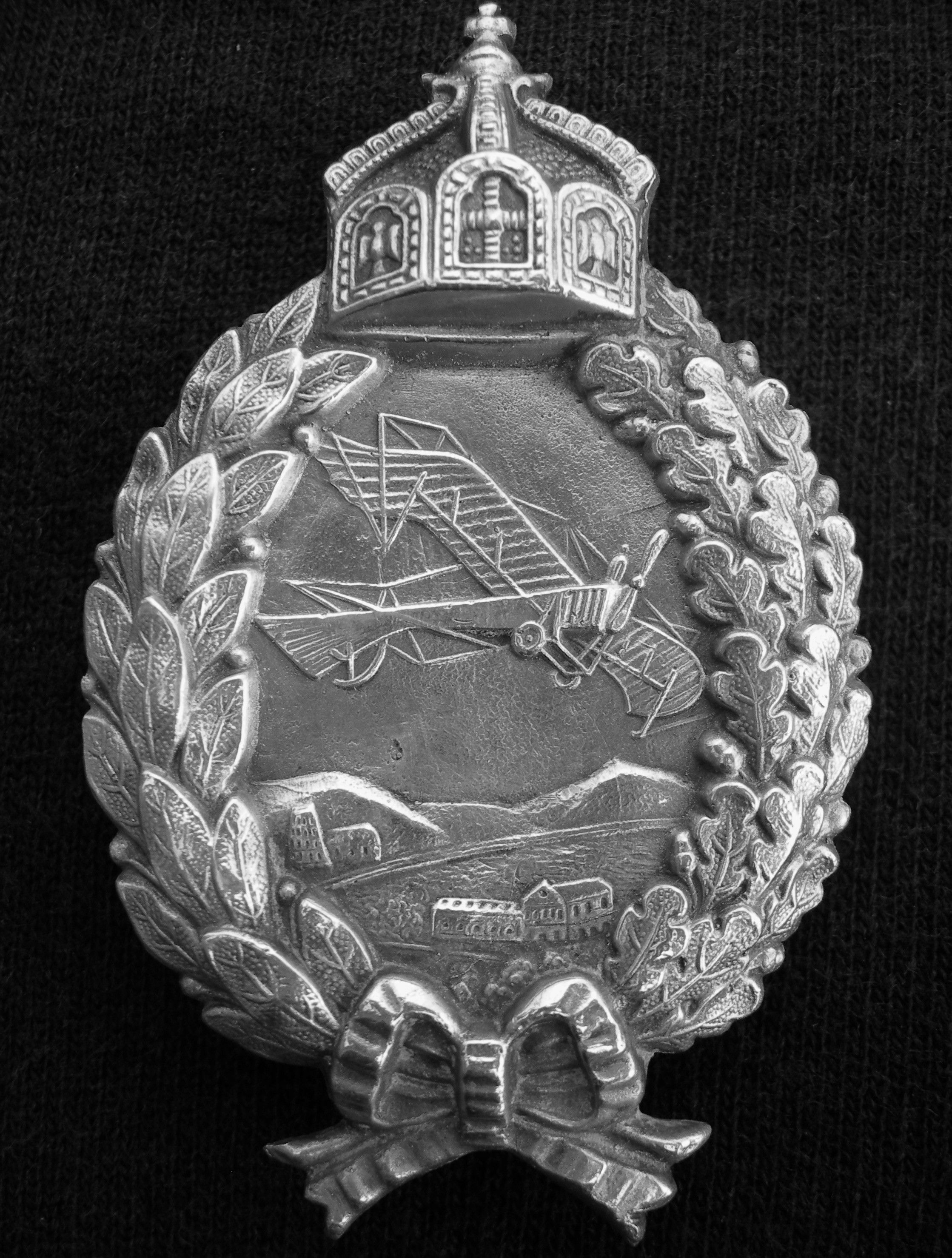
Militär-Flugzeugführer-Abzeichen (Preußen)

Das Militär-Flugzeugführer-Abzeichen wurde am 27. Januar 1913 von Kaiser Wilhelm II. gestiftet. Es konnte an Offiziere, Unteroffiziere und Mannschaften verliehen werden, die nach Ablegung der beiden vorgeschriebenen Prüfungen für Flugzeugführer und nach Vollendung ihrer Ausbildung auf einer Militär-Fliegerstation das von der Inspektion des Militär-Luft- und Kraft-Fahrtwesens auszustellende Befähigungszeugnis als Militär-Flugzeugführer erworben haben.
Das hochovale Abzeichen zeigt mittig eine hügelige Landschaft mit Gebäuden, über welche nach rechts eine Rumpler-Taube fliegt. Es ist von einem Kranz aus Eichenlaub (rechts) und Lorbeer (links) umschlossen und von der Kaiserkrone gekrönt.
Getragen wurde die Auszeichnung als Steckabzeichen auf der linken Brust.